# Stéphane Bergeron
Stéphane Bergeron (nascut el 28 de gener del 1965 a Mont-real, Quebec) és un polític quebequès que és membre de la Cambra dels Comuns del Canadà pel partit Bloc Québécois d'ençà el 2019. També va ser membre de l'Assemblea Nacional del Quebec del 2005 al 2018. Bergeron va estudiar un grau en ciències polítiques a la Universitat del Quebec a Mont-real, i un magíster a la Universitat Laval.